# Rowi
De rowi (Apteryx rowi) behoort net als de andere soorten kiwi's tot de zogenaamde Palaeognathae met vier andere ordes  (tinamoes, struisvogels, nandoes en kasuarissen en emoes). Dit zijn (meestal) loopvogels die in het skelet (kaak en borstbeen) en het DNA kenmerken vertonen die bij andere vogels ontbreken.
De rowi is in 2003 voor het eerste beschreven en komt voor op één locatie in het westen van het Zuidereiland van Nieuw-Zeeland.
Het zijn nachtdieren en ze kunnen niet vliegen.

## Voortplanting
Het vrouwtje kan drie eieren per keer leggen, elk ei in een ander nest. Daarna broeden beide ouders de eieren uit. Eieren van kiwi's zijn zeer groot in vergelijking met hun grootte: het neemt ongeveer 20% van het lichaamsgewicht in. De rowikiwi is monogaam.

## Beschrijving
Deze soort behoort tot de groep van de "bruine kiwi's" waartoe ook de noordelijke bruine kiwi en de diverse ondersoorten van de zuidelijke bruine kiwi behoren, de zogenaamde tokoeka's. De rowi lijkt erg op deze soorten. De soort is gemiddeld 55 cm lang het mannetje weegt 1,58 tot 2,25 kg, het vrouwtje 1,95 tot 3,57 kg. Het is een middelgrote kiwi met een relatief korte snavel (9,5 tot 12,5 cm). Het verenkleed is overwegend bruin. De vogel lijkt gestreept. De kleur van de veren op kop, nek en buik neigen meer naar grijs tot grijsbruin.
Deze kiwi is aangetroffen in een afgesloten stuk van het Okaritowoud in een draslandgebied bij het plaatsje Okarito aan de westkust van  het Zuidereiland van Nieuw-Zeeland. Daar zijn mogelijk nog 350 exemplaren van deze soort kiwi. Op de nationale rode lijst van Nieuw-Zeeland staat de vogel als Threatened–Nationally Vulnerable.